# Олесский замок
Оле́сский за́мок (укр. Оле́ський за́мок, пол. Zamek w Olesku) — памятник архитектуры XIV—XVII веков, расположенный возле посёлка Олеско Золочевского района Львовской области Украины. В замке родился король Речи Посполитой — Ян III Собеский.

## История

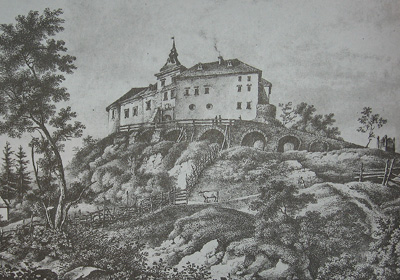
Северная сторона Олесского замка, литография XIX века работы К.Ауэра

Первое поселение недалеко от будущего Олесского замка существовало в 700—600 годах до нашей эры. В X—XII веках древнерусское поселение было расположено под самой замковой горой.
Олесский замок — одно из старейших сооружений в Галиции. Он построен на перекрёстке старинных торговых дорог из Валахии и Венгрии на Волынь, и служил ключом к этой земле. Исследования фундамента замка показало, что он был выстроен сразу из камня, и деревянной крепости на его месте не существовало. Стены были высотой около 10 метров и 2,5 метра толщиной.
Время начала строительства Олесского замка неизвестно. Возможно, Олесский замок начал строиться вскоре после опустошения монголо-татарами в 1241 году древнерусского города Плеснеск. По данным исследователей XIX века, неподтверждённым современным состоянием изученности источников, впервые замок упоминался в 1327 году; из этого делали вывод что он был построен одним из сыновей галицко-волынского князя Юрия Львовича — Андреем либо Львом.
Первое достоверное упоминание о самом замке относится к 1390 году, когда папа римский Бонифаций IX своей буллой подарил Галицкому католическому архиепископу Олесский замок и крепость Тустань.
Следующее достоверное письменное свидетельство об Олесском замке относится к 1431 году. В этот год русские феодалы Олесской земли выступили на стороне литовского князя Свидригайла и подняли мятеж против польско-литовского короля Ягайла. Обороной Олесского замка руководил Ивашко Преслужич из Рогатина. В 1432 году войска Ягайла овладели замком.
В 1441 году польский король Владислав III Варненьчик передал замок и всю Олесскую землю Яну из Сенны — для обороны русских земель от татар. Большие татарские орды проходили по землям Олесской округи и подступали к замку в 1442, 1453, 1507, 1512, 1519, 1575, 1629 годах. В 1519 году в битве с татарами под Сокалем погиб владелец замка Фридерик Гербурт, а другой владелец Олесского замка, Станислав Данилович, в 1636 году погиб в татарском плену.

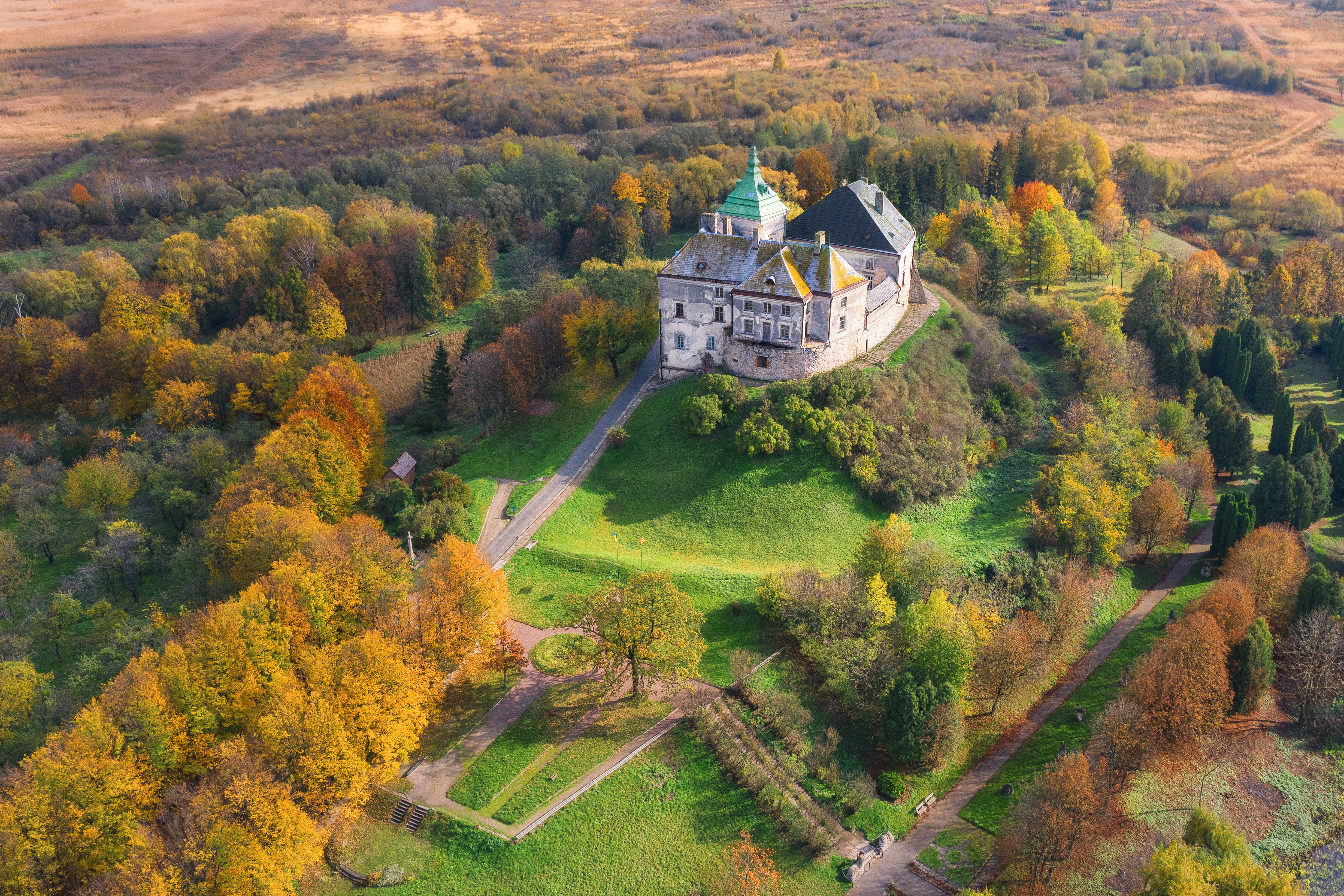
Олесский замок (западная сторона)

В 1481 Пётр Олесский (сын Яна из Сенны) построил возле замка костёл. В 1546 году была проведена демаркация границ между Великим княжеством Литовским и Польским королевством. Из документов, сопровождавших демаркацию известно, что Олесская земля включала часть современных Золочевского и Шептицкого районов Львовской области.
В начале XVII века при дворе русского магната Ивана Даниловича, владевшего замком, служил Михаил Хмель, отец Богдана Хмельницкого.
17 августа 1629 году во время набега на околицы замка крымских татар и сильной грозы дочь Ивана Даниловича в одной из комнат замка родила будущего короля Речи Посполитой — Яна III Собеского. 
В 1646 году Олесско был захвачен войсками Богдана Хмельницкого, а его союзники крымские татары разрушили город и замок.

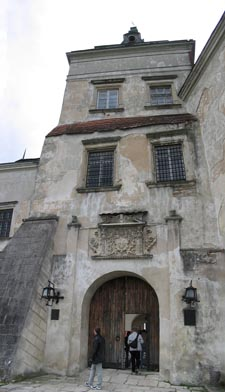
Ворота и надвратная башня (северная часть замка)

В 1682 Ян Собесский выкупил замок и с 1684 года в нём проводилась реставрация и ремонт, обустраивался окружающий парк.
В 1711 году, во время войны между претендентами на польский престол, в замке квартировали русские войска.
В 1739 волынский воевода Северин Юзеф Ржевуский начал строительство монастыря капуцинов святого Антония возле Олесского замка.
В 1806 и 1836 замок пережил большие пожары, в 1838 — крупное землетрясение, и пришёл в полный упадок. Ещё в 1820 году польский писатель Юлиан Немцевич (позже описавший замок в своих произведениях) писал: «Замок запущенный… комната, где родился Собеский, совсем разрушена, полно мусора». В 1891 году в очередной раз были начаты реставрационные работы, и в 1898 году в отреставрированной части здания открылась женская сельскохозяйственная школа.
Позже в замке находилась тюрьма, использовавшаяся поначалу властями Австро-Венгрии, в 1914—1915 — России, в 1915—1918 — Австро-Венгрии, в 1939—1941 — Советского Союза, с 1945 — снова Советского Союза. В сталинский период в замке находилась спецтюрьма НКВД—МГБ, в подвалах замка осуществлялись массовые расстрелы неугодных режиму.
В 1939 году были закрыты сельскохозяйственная школа и монастырь капуцинов, здание которого находится у подножия замковой горы. В самом замке с октября 1939 года по середину 1940 находился лагерь для польских военнопленных. В годы оккупации во время Великой Отечественной войны в здании замка нацисты устроили склады.
В 1951 году в замке произошёл последний большой пожар. С 1965 года руины замка начали обустраивать сотрудники Львовской картинной галереи. 21 декабря 1975 года в замке был открыт филиал галереи.

## Владельцы замка

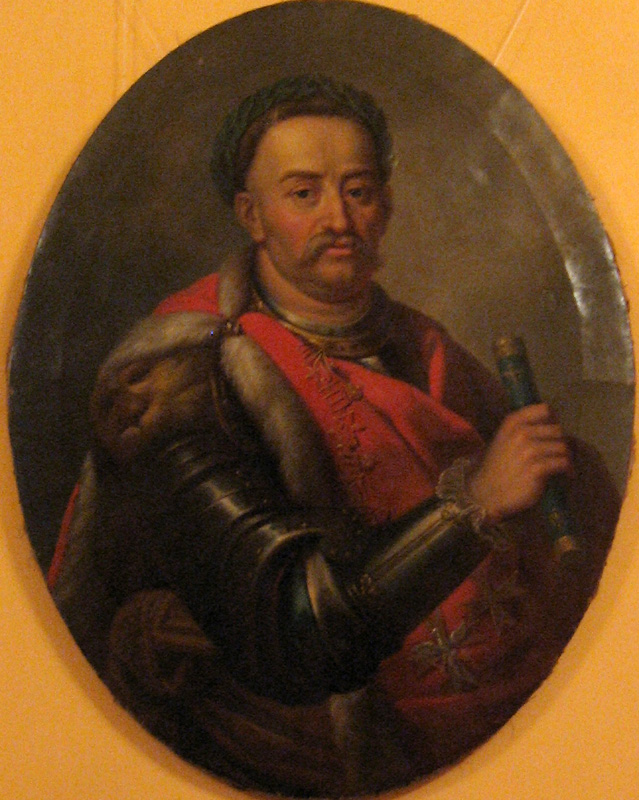
Польский король Ян Собеский, родившийся в Олесском замке, владелец замка

- Дарственная 1390 даёт документальное подтверждение, что одним из первых владельцев замка была католическая церковь.
- 1441—1511 Род Яна из Сенны (род Олесских). В 1511 замок был разделён на две части.
- 1511—1580 левая часть — принадлежала Каменецким, в 1580—1605 Жолкевским; 1511—1557 правая часть — роду Гербуртов, с 1557 роду Даниловичей.
- 1605—1647 весь замок принадлежал роду Даниловичей.
- 1647—1682 владельцами замка являлись Конецпольские.
- В 1682 польский король Ян Собеский выкупил замок, которым его род владел до 1719.
- С 1719 (по другим данным — с 1725) по 1796 Олесским замком владели Ржевуские.
- 1796—1824 собственность Зелинских.
- 1824—1882 собственность семьи Литинских.
- В 1882 замок был выкуплен у частных владельцев властями австро-венгерского королевства Галиции и Лодомерии.

## Архитектура

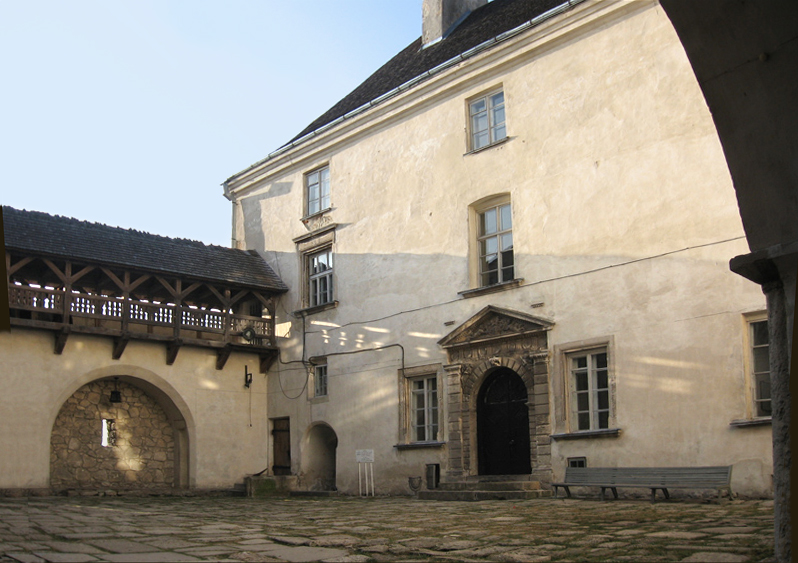
Внутренний двор Олесского замка

Олесский замок в плане имеет овальную форму и расположен на естественном холме высотой около 50 метров. Замок прошел три периода строительства: 

1) конец XIII — начало XIV веков, создание древнерусской крепостной стены;

2) XV — начало XVI веков, строительство внутри стен двухэтажного сооружения; 

3) конец XVI — начало XVII веков, расширение замковых помещений.
В старину первую линию обороны представлял частокол, вторую линию — земляной вал с частоколом и рвом, третью линию — сам замок с мощной надвратной башней. В начале XVII века замок приобрёл вид жилого сооружения с чертами стиля итальянского ренессанса.
В 1892 году стены восточной стороны замка были укреплены контрфорсами. Некоторые реставрационные работы проводились в 1930-х годах. В 1961 году отстраивание сооружения начали Львовские реставрационные мастерские. Замку возвращался вид, который он имел в XVII веке, а более ранние интерьеры нижнего этажа воссоздавались в соответствии со временем их создания.

## Музей

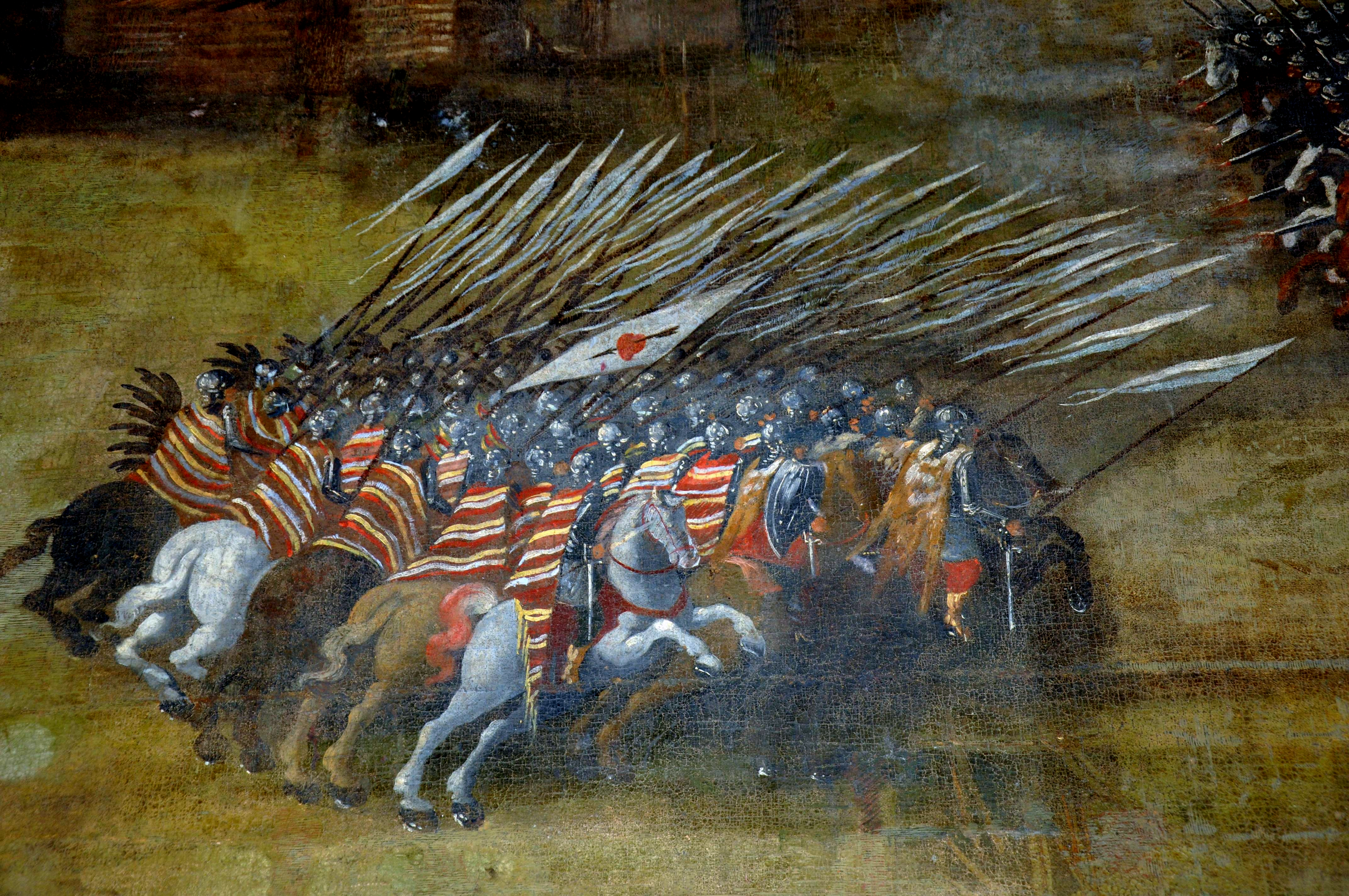
Картина «Битва под Клушино» (фрагмент: атака гусар коронного войска)

В Олесском замке с 1975 года действует экспозиция Львовской картинной галереи. В экспозиции выставлены произведения искусства XIII—XIX веков: живопись, скульптура, иконы.
Среди живописных работы выделяются значительные батальные полотна из истории Речи Посполитой: это «Битва под Клушино», написанная по заказу гетмана Станислава Жолкевского (1620, львовским художником, армянином Симеоном Богушовичем), и три картины по заказу короля Яна Собеского — «Битва под Хотином» (1674—1679, голландец Фердинанд ван Кессель и польский художник из Гданьска Андрей Стах), «Битва под Веной» (закончена в 1692, итальянский художник немецкого происхождения Мартино Альтомонте) и «Битва под Парканами» (также Мартино Альтомонте).
В музее-заповеднике «Олесский замок» находится также крупнейшее на Украине собрание объёмной деревянной скульптуры XIV—XIX веков; основу коллекции составляют работы оригинальной львовской школы скульптуры XVIII века. В это время во Львове работало около семидесяти мастеров, среди которых самыми известными являются Иоанн Георгий Пинзель, Томаш Гуттер, Конрад Кутшенрайтер, Юрий Маркварт, Себастиан Фесингер. Характерными признаками львовской скульптуры этого периода являются экспрессия, динамика, кристаллическое моделирование одежды.
Собрание фондов музея, архивы и реставрационные мастерские, располагаются сейчас в бывшем монастыре капуцинов.

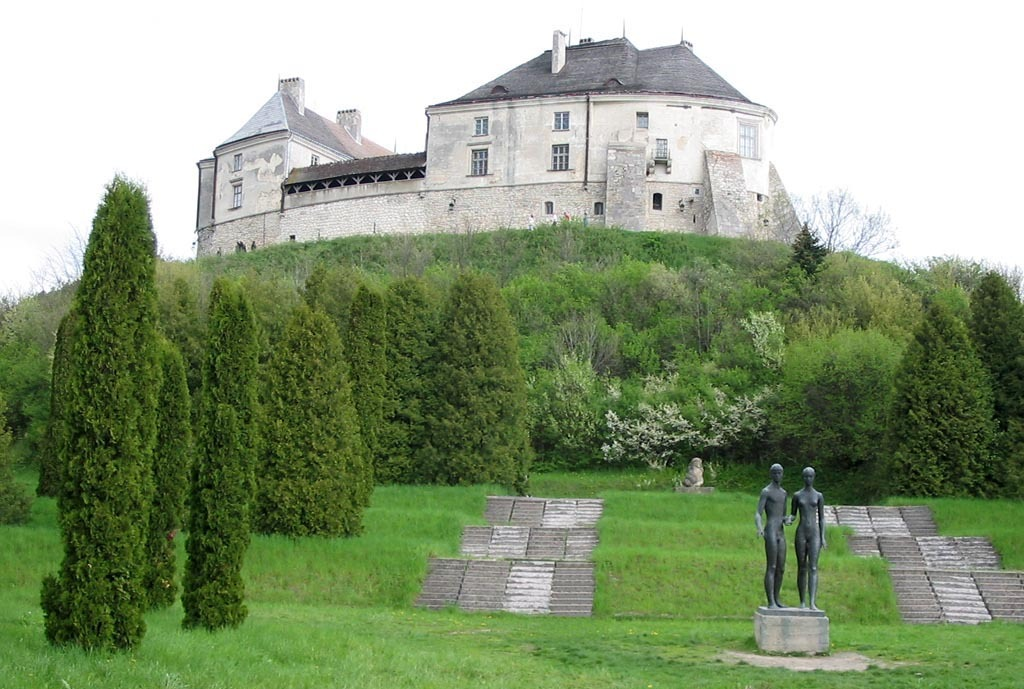
Вид на замок из парка

## Парк

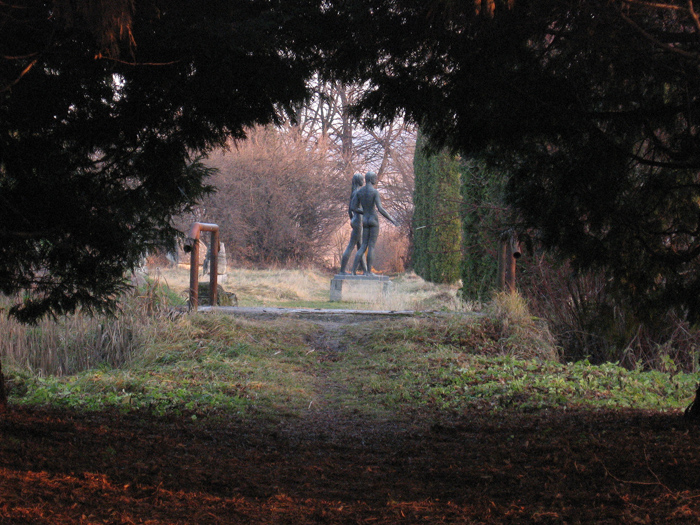
Парк возле Олесского замка

Вокруг Олесского замка в XVII столетии был разбит парк, в котором росли разнообразные кустарники и такие редкостные в условиях местного климата растения как цитрусовые, кипарисы и олеандры. Владельцы замка король Ян Собеский и волынский воевода Северин Жевуский украсили парк скульптурами и фонтанами.
Ныне музею-заповеднику «Олесский замок» принадлежит территория площадью 13 га, на которой начиная с 1970-х годов парк воссоздаётся на его прошлом месте, находятся следы старых дорожек, высаживаются деревья и кустарники, восстановлен фруктовый сад. Водоёмы парка питаются проточной водой из реки Либерции. На одной из террас парка открыта выставка скульптур из камня.

## Замок в кино

Сцена из фильма «Огнём и мечом» (1999)

Олесский замок использовался в качестве площадки при съёмке нескольких фильмов. Киностудия имени А. Довженко снимала здесь эпизоды к фильму «Овод» (режиссёр Н.Мащенко), «На крутизне» (1985), «Казаки идут» (1991), «Время собирать камни» (1995).
Киностудия «Беларусьфильм» снимала в замке сцены для фильмов «Пастух Янка», «Дикая охота короля Стаха» и «Королева Бона», а Одесская киностудия — эпизоды к «Д’Артаньяну и трём мушкетёрам». В Олесском замке снят финальный эпизод польского фильма «Огнём и мечом». Также здесь снимался эпизод польского фильма «Потоп».

## Транспортная инфраструктура
Олесский замок расположен на окраине посёлка Олеско, через который проходит международная трасса Киев — западная граница Украины. Добраться до Олеско можно на маршрутном такси «Львов — Броды», которое регулярно отправляется от Автостанции № 2 города Львова (ул. Б. Хмельницкого, 225; расписание (недоступная ссылка)).
В 6 километрах от замка находится станция «Ожидов-Олеско», на которой останавливаются пригородные электропоезда, следующие от Львовского пригородного вокзала (ул. Городоцкая; расписание Архивная копия от 7 октября 2006 на Wayback Machine) в бродовском направлении.

## Художественная литература
В 1977 году украинский писатель Роман Иванычук написал исторический роман про восстание русских феодалов под предводительством Ивашко Преслужича Рогатинского, которые 6 недель обороняли Олесский замок от войск польско-литовского короля Ягайло.
- Іваничук Р. Черлене вино. Львів: Каменяр. — 350 с.